# Johann Philipp Murray
Johann Philipp Murray, född den 30 juli 1726 i Schlesvig, död den 12 januari 1776 i Göttingen, var en tysk historiker, son till Andreas Murray.

## Biografi
Murray blev student vid Königsbergs universitet 1742, Uppsala universitet 1746 och Göttingens universitet 1747. Vid sistnämnda universitet blev han filosofie magister 1748, extra ordinarie professor i filosofi 1755 och ordinarie professor 1762. Han sysselsatte sig främst med ämnen ur Nordens och Englands historia under forntid och medeltid. Bland annat skrev han om runorna, om historieskrivning i Norden under äldre tid, om nordbors bosättning på de brittiska öarna och om  Filippa av England, Eriks av Pommern drottning. Även mynt, sigill och vattenstämplar behandlade han i sina skrifter. Han förde en omfattande brevväxling med andra lärde i Sverige och Tyskland och bidrog med översättningar och recensioner till kulturutbytet mellan dessa länder under flera decennier. 
Han blev stamfar för en tysk släktgren, som utdog på manssidan 1953